# Kevin Anderson
Kevin Anderson, född 18 maj 1986 i Johannesburg, är en sydafrikansk tennisspelare.
Han blev den högst rankade sydafrikanska spelare den 10 mars 2008 efter att vunnit finalen i Tennis Channel Open 2008 i Las Vegas. Han nådde sin högsta ranking i karriären den 16 juli 2018, när han rankades som #5.
Den 6 februari 2011 besegrade han i finalen Somdev Devvarman med 4–6, 6–3, 6–2 i sin hemstad Johannesburg, vilket var hans första ATP-titel i karriären.
Anderson har representerat Sydafrika i både Davis Cup-spel och Olympiska sommarspelen 2008 i Beijing.

## Karriärfinaler

### Singel: 2 (1–1)
| Utgång  | Nr | Datum           | Turnering               | Underlag | Finalmotståndare | Finalresultat |
| Tvåa    | 1. | 9 mars 2008     | Las Vegas, USA          | Hårt     | Sam Querrey      | 6–4, 3–6, 4–6 |
| Vinnare | 1. | 6 februari 2011 | Johannesburg, Sydafrika | Hårt     | Somdev Devvarman | 4–6, 6–3, 6–2 |
| Tvåa    | 1. | 2017            | US Open                 | Hårt     | Rafael Nadal     | 6-3, 6-3, 6-4 |
| Tvåa    | 1. | 2018            | Wimbledon               | Gräs     | Novak Djokovic   |               |